# Ludność Słupska
Ludność Słupska

Herb Słupska

- 1812 - 5 084 (w tym 88 Żydów)[1]
- 1843 - 8 540   (w tym 400 Żydów)[1]
- 1855 - 11 135   (w tym 600 Żydów)[1]
- 1871 - 16 279   (w tym 879 Żydów)[1]
- 1875 - 18 328[2]
- 1880 - 21 591[2]
- 1885 - 22 442[2]   (w tym 867 Żydów)[3]
- 1890 - 23 862   (w tym 832 Żydów)[2]
- 1895 - 24 856   (w tym 689 Żydów)[1]
- 1900 - 27 293[2]
- 1905 - 31 154   (w tym 160 Żydów)[1]
- 1910 - 33 762[2]
- 1925 - 41 602   (w tym 469 Żydów)[2]
- 1932 - 44 544   (w tym 470 Żydów)[1]
- 1933 - 45 299   (w tym 389 Żydów)[2]
- 1939 - 50 377   (w tym 275 Żydów)[2]
- 1946 - 33 948   (spis powszechny)
- 1950 - 33 115   (spis powszechny)
- 1955 - 44 275
- 1960 - 53 383   (spis powszechny)
- 1961 - 54 600
- 1962 - 55 800
- 1963 - 57 400
- 1964 - 58 500
- 1965 - 59 452
- 1966 - 60 500
- 1967 - 64 600
- 1968 - 66 100
- 1969 - 67 100
- 1970 - 68 939   (spis powszechny)
- 1971 - 69 931
- 1972 - 71 300
- 1973 - 73 500
- 1974 - 74 825
- 1975 - 77 611
- 1976 - 80 300
- 1977 - 82 400
- 1978 - 82 400   (spis powszechny)
- 1979 - 84 200
- 1980 - 86 138
- 1981 - 87 517
- 1982 - 88 852
- 1983 - 90 557
- 1984 - 91 834
- 1985 - 93 073
- 1986 - 94 452
- 1987 - 96 190
- 1988 - 98 503   (spis powszechny)
- 1989 - 99 543
- 1990 - 101 237
- 1991 - 102 405
- 1992 - 102 036
- 1993 - 102 449
- 1994 - 102 832
- 1995 - 102 596
- 1996 - 102 461
- 1997 - 102 449
- 1998 - 102 370
- 1999 - 102 176
- 2000 - 102 244
- 2001 - 101 894
- 2002 - 99 526   (spis powszechny)
- 2003 - 99 247
- 2004 - 98 757
- 2005 - 98 695
- 2006 - 98 092
- 2007 - 97 419
- 2008 - 97 275
- 2009 - 97 087
- 2010 - 96 655[4]
- 2011 - 95 542
- 2012 - 94 849
- 2013 - 93 936
- 2014 (30 czerwca) - 93 706[5]

## Powierzchnia Słupska
- 1995 - 43,15 km²